# عملیات اوساویکهیم

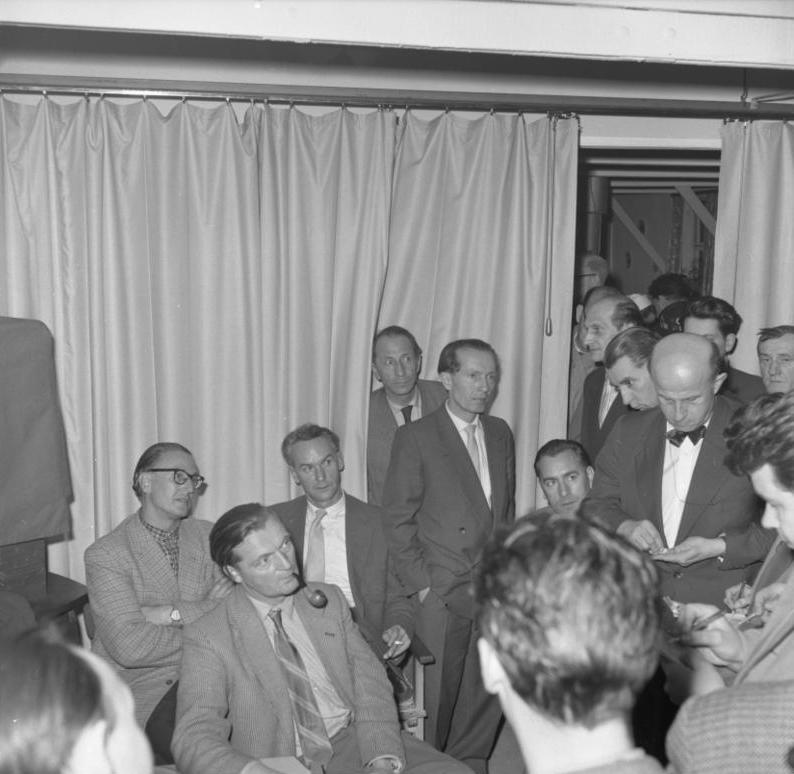
نمایی از دانشمندان آلمانی که از سوخومی بازگردانده شدند. - ۱۹۵۸

عملیات اوساویکهیم (روسی: Иностранные специалисты) عملیاتی بود که طی آن نیروهای ارتش سرخ اتحاد جماهیر شوروی سوسیالیستی در روز ۲۲ اکتبر ۱۹۴۶ به خواست کمیساریای خلق در امور داخلی بیش از ۲۲۰۰ نفر از دانشمندان متخصص آلمان نازی را با تضمین امنیت برای کار و تحقیق بر روی پروژه‌های لوفت‌وافه به خصوص جزئیات فنی و مواد به کار رفته در موشک وی-۲ به شوروی انتقال دادند. با احتساب خانواده این دانشمندان، شمار افرادی که پس از جنگ جهانی دوم از منطقه تحت اشغال شوروی در آلمان به درون خاک اتحاد جماهیر شوروی منتقل شدند به بیش از ۶۰۰۰ تن می‌رسد. ایالات متحده آمریکا هم تقریباً همزمان با این وقایع، عملیاتی با هدف گذاری مشابه را در مناطق تحت سیطره خود به اجرا درآورد. سازمان‌های نظامی و اطلاعاتی ایالات متحده در عملیات موسوم به عملیات گیره کاغذ ۱۶۰۰ تن از دانشمندان آلمان نازی را به همراه اعضای خانواده به خاک آمریکا منتقل کردند. بسیاری از این دانشمندان بعداً در آمریکا ماندگار شده و در صنایع فناوری این کشور مشغول به کار شدند. دو عملیات اوساویکهیم و گیره کاغذ از اولین گام‌های اتحاد جماهیر شوروی و ایالات متحده آمریکا در رویارویی مستقیم بود که بعدها به جنگ سرد انجامید و تا فروپاشی اتحاد جماهیر شوروی در سال ۱۹۹۱ میلادی ادامه داشت.